# 152-мм гаубица образца 1909 года
6-дюймовая крепостная гаубица образца 1909 года — русская тяжёлая крепостная гаубица периода Первой мировой войны, разработанная французской оружейной фирмой «Шнейдер» и состоявшая на вооружении Российской Империи, Финляндии и СССР.

## Создание
Значительное внимание полевой тяжелой артиллерии стали уделять в России после русско-японской войны, когда выяснилось, что в условиях позиционных боев для успешного наступления пехотных полков и батальонов необходимо было прежде подавить долговременные огневые точки и укрепления противника. Производство 152-мм крепостной гаубицы развернули на Путиловском и Пермском заводах, первые орудия стали поступать в войска в 1912 году. В Русской армии одновременно на вооружении были две 152-мм гаубицы: крепостная образца 1909 г. и полевая образца 1910 г., обе системы Шнейдера.

## Описание
152-мм гаубица обр. 1909 г. являлась классическим орудием периода Первой мировой войны. Короткий (12 калибров) ствол помещался на однобрусном лафете, что сильно уменьшало углы горизонтальной наводки орудия. Противооткатные устройства смонтированы в салазках, откатывающихся вместе со стволом при выстреле. Компрессор гидравлический, веретённого типа. Накатник пневматический. Подъёмный механизм имел два зубчатых сектора, прикреплённых к люльке. Затвор поршневой. Колёса деревянные, подрессоривание отсутствовало. Орудие перемещалось главным образом конной тягой (восьмёрка лошадей), для чего имелся передок. Снаряды и заряды перевозились отдельно в специальных зарядных ящиках шестёркой лошадей, на каждую гаубицу полагалось три зарядных ящика.

## Применение

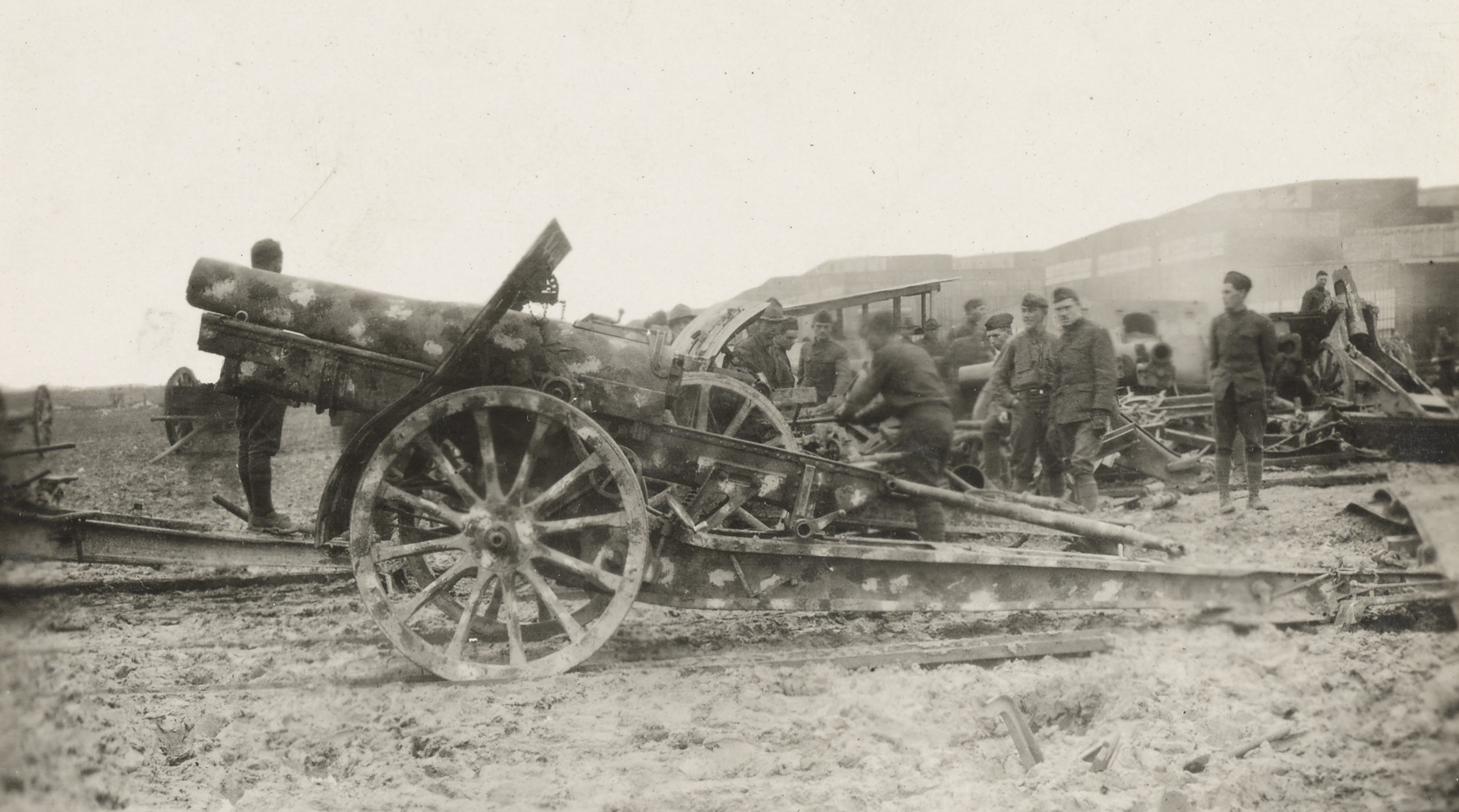
6-дюймовая гаубица обр. 1909 г. во Франции, 1918

Орудие использовалось для стрельбы с закрытых позиций по окопанной и открыто расположенной живой силе противника, его фортификациям и заграждениям, для контрбатарейной борьбы и уничтожения важных объектов во вражеском ближнем тылу. У артиллеристов гаубица снискала себе репутацию надёжного и точного при стрельбе орудия.

## Организационно-штатная структура
По Мобилизационному плану, предполагалось создать тяжёлые артиллерийские дивизионы в составе одной батареи 107-мм пушек образца 1910 года (4 орудия) и двух батарей 152 мм гаубиц. Но их создать не успели и сформированные батареи передали армиям. Ещё эти гаубицы стояли на вооружении тяжёлой артиллерии особого назначения.

## Производство
До 1918 г. поставили около 240 152-мм гаубиц обр. 1909 г.